# Ophelia anomala
Ophelia anomala är en ringmaskart som beskrevs av Francis Day 1961. Ophelia anomala ingår i släktet Ophelia och familjen Opheliidae. Inga underarter finns listade i Catalogue of Life.